# Ga Irwon
Ga Irwon là một ga trên Tàu điện ngầm vùng thủ đô Seoul tuyến số 3. Nó ở Irwon-dong, Gangnam-gu, Seoul.
Đây là ga tàu điện ngầm gần nhất với Trung tâm Y tế Samsung.

## Bố trí ga
| Daecheong ↑ |
| \| N/B      |
| ↓ Suseo     |

| Hướng Bắc | ●Tuyến 3 | ← Hướng đi Daehwa  |
| Hướng Nam | ●Tuyến 3 | → Hướng đi Ogeum → |